# Petros Moliwiatis
Petros Moliwiatis, gr. Πέτρος Γ. Μολυβιάτης (ur. 12 czerwca 1928 w Chios, zm. 4 maja 2025 w Atenach) – grecki polityk, dyplomata, prawnik i urzędnik państwowy, parlamentarzysta, minister spraw zagranicznych w latach 2004–2006, w 2012 i 2015.

## Życiorys
Ukończył studia prawnicze na Uniwersytecie Narodowym im. Kapodistriasa w Atenach. Dołączył następnie do greckiego korpusu dyplomatycznego, pracował w ambasadach w Moskwie, Pretorii i Ankarze, a także w stałych przedstawicielstwach przy ONZ w Nowym Jorku i przy NATO w Brukseli.
W latach 1974–1980 pełnił funkcję doradcy i dyrektora generalnego gabinetu politycznego premiera Konstandinosa Karamanlisa. Gdy ten dwukrotnie sprawował urząd prezydenta, Petros Moliwiatis pełnił obowiązki sekretarza generalnego jego kancelarii (1980–1985, 1990–1995). W 1996 i 2000 z ramienia Nowej Demokracji uzyskiwał mandat posła do Parlamentu Hellenów, w którym zasiadał do 2004.
Od marca 2004 do lutego 2006 sprawował po raz pierwszy urząd ministra spraw zagranicznych w rządzie Kostasa Karamanlisa. Ponownie kierował tym resortem w dwóch przejściowych gabinetach – Panajotisa Pikramenosa (od maja do czerwca 2012) i Wasiliki Tanu (od sierpnia do września 2015).